# Mihael od Imeretije
Mihael od Imeretije (gruz. მიქელი; umro 1329.), iz dinastije Bagration, bio je kralj zapadnog gruzijskog kraljevstva Imeretije od 1327. do 1329. godine.
Bio je sin gruzijskog kralja Davida VI. Narina i njegove žene Tamar Amanelisdze ili paleološke princeze. U potonjem slučaju, Mihael je možda dobio ime po svom pretku, caru Mihaelu VIII. Paleologu. Mihael se usprotivio stupanju na prijestolje svog starijeg brata, Konstantina I., nakon smrti njihova oca 1293. godine. U ratu koji je uslijedio, Mihael preuzeo kontrolu nad pokrajinama Raša, Lečhumi i Argvetijom. Sukob se nastavio sve do 1327. kada je Mihael naslijedio Konstantina kao kralja Imeretije, nakon njegove smrti, jer on nije imao djece. 
Mihael je nastojao kruni ponovo podrediti veliko plemstvo i provincijske dinastije (eristavi), koji su za vrijeme vladavine Konstantina I. priskrbili za sebe veću autonomiju. No, sve što je mogao postići je bilo obećanje eristava da će plaćati danak i osiguravati trupe za kraljevsku vojsku. 
Mihael je umro 1329. godine, a naslijedio ga je njegov sin Bagrat I., koji zahvaljujući tom što je bio maloljetan nikad nije čvrsto sjedio na prijestolju Imeretije, a s tog ga je položaja preporođeni (nanovo uzdignuti) istočni gruzijski kralj Đuro V. Gruzijski, 1330. godine svedeo na položaj vazalskog vojvode.